# Али аль-Акбар ибн Хусейн
Али́ аль-Акба́р ибн аль-Хусе́йн (араб. عَلِيّ ٱلْأَكْبَر بن ٱلْحُسَيْن‎; 6 марта 654, Медина — 10 октября 680, Кербела), широко известный как Али́ аль-Акба́р — сын аль-Хусейна ибн Али, третьего шиитского имама, и Умм Лейлы. Принял мученическую смерть в возрасте 18 лет в день Ашура, в битве при Кербеле.

## Биография

### Ранняя жизнь
Али аль-Акбар родился в Медине 11 Ша’бана 33 года хиджры (10 марта 654 года нашей эры). Его отцом был Хусейн ибн Али, а матерью — Лейла ибн Абу Мурра. В битве при Кербеле ему было 18 лет.  Двух его братьев также звали Али аль-Аскар ибн Хусейн и Али Зейн аль-Абидин. Специалисты по генеалогии и историки считали его старшим сыном Хусейна из-за имени Акбар. Подросток настолько походил на своего прадеда по материнской линии Мухаммеда, пророка Аллаха, что Хусейн ибн Али часто говорил: «Всякий раз, когда мне случается скучать по своему дедушке по материнской линии, я смотрю на лицо Али аль-Акбара». 

### Битва при Кербеле
Перед своей смертью Муавия ибн Абу Суфьян, правитель Омейядов, назначил своего сына Язида своим преемником. Эта идея противоречила исламским принципам, и положение правителя не было частной собственностью правителя, которую он мог бы передать своим потомкам. Язид ибн Муавия пытался добиться религиозной власти, заручившись преданностью Хусейна ибн Али, но Хусейн не отказался от своих принципов. После того, как жители эль-Куфы отправили письма Хусейну, прося его о помощи и клянясь ему в своей верности, Хусейн и члены его семьи (включая Али аль-Акбара ибн Хусейна) и его спутники отправились из Мекки в эль-Куфу в Ираке, но были вынуждены разбить лагерь на равнинах Кербелы армией Язида из тридцати тысяч человек. Али аль-Акбар был убит и обезглавлен вместе с Хусейном и его сподвижниками в битве при Кербеле 10 октября 680 года (10 Мухаррама 61 года хиджры) армией Язида, затем женщины и дети были взяты в плен.

### Смерть
10 октября 680 года (10 Мухаррама 61 года хиджры), в день Ашуры, Али аль-Акбар был убит армией Язида. Первый из Бану Хашим, кто вышел на поле битвы и убит. Похоронен под ногами Хусейна. Святилище Хусейна имеет шестиугольную форму по причине того, что место захоронения Али аль-Акбара расположено внутри святилища Хусейна.